# تد پاتون
تد پاتون (انگلیسی: Ted Patton؛ زادهٔ february ۱۸, ۱۹۶۶ (۵۹ سال)) ورزشکار روئینگ اهل ایالات متحده آمریکا است.
وی در مسابقات کشوری و بین‌المللی در مجموع برندهٔ ۱ مدال طلا، ۱ مدال برنز شده‌است.